# Kisutam syllis
Espèce
Kisutam syllis est une espèce de lépidoptères (papillons) de la famille des Lycaenidae, sous-famille des Theclinae et du genre Kisutam.

## Dénomination
Kisutam syllis a été décrit par Frederick DuCane Godman et Osbert Salvin en 1887, sous le nom initial de Thecla syllis.

### Nom vernaculaire
Kisutam syllis se nomme Sky-blue Groundstreak en anglais.

## Description
Kisutam syllis est un petit papillon aux antennes et aux pattes annelées de blanc et de marron, avec deux fines queues à chaque aile postérieure, une longue et une très courte.
Le dessus est ocre foncé discrètement suffusé de bleu métallisé.
Le revers est ocre foncé, orné aux ailes antérieures d'une ligne postdiscale ocre foncé et aux ailes postérieures d'une ligne postdiscale de taches orange et de deux gros ocelles orange pupillés de noir entre les deux queues et à l'angle anal.

## Écologie et distribution
Kisutam syllis est présent en Californie, au Mexique, au Guatemala, au Brésil et en Guyane},.

### Protection
Pas de statut de protection particulier.